# Пройсіш-Ольдендорф
Пройсіш-Ольдендорф (нім. Preußisch Oldendorf) — місто в Німеччині, знаходиться в землі Північний Рейн-Вестфалія. Підпорядковується адміністративному округу Детмольд. Входить до складу району Мінден-Люббекке.
Площа — 68,78 км2. Населення становить 12 236 ос. (станом на 31 грудня 2020).

## Географія

### Сусідні міста та громади
Пройсіш-Ольдендорф межує з 7 містами / громадами:
- Штемведе
- Еспелькамп
- Люббекке
- Гюлльгорст
- Редінггаузен
- Мелле
- Бад-Ессен

## Галерея

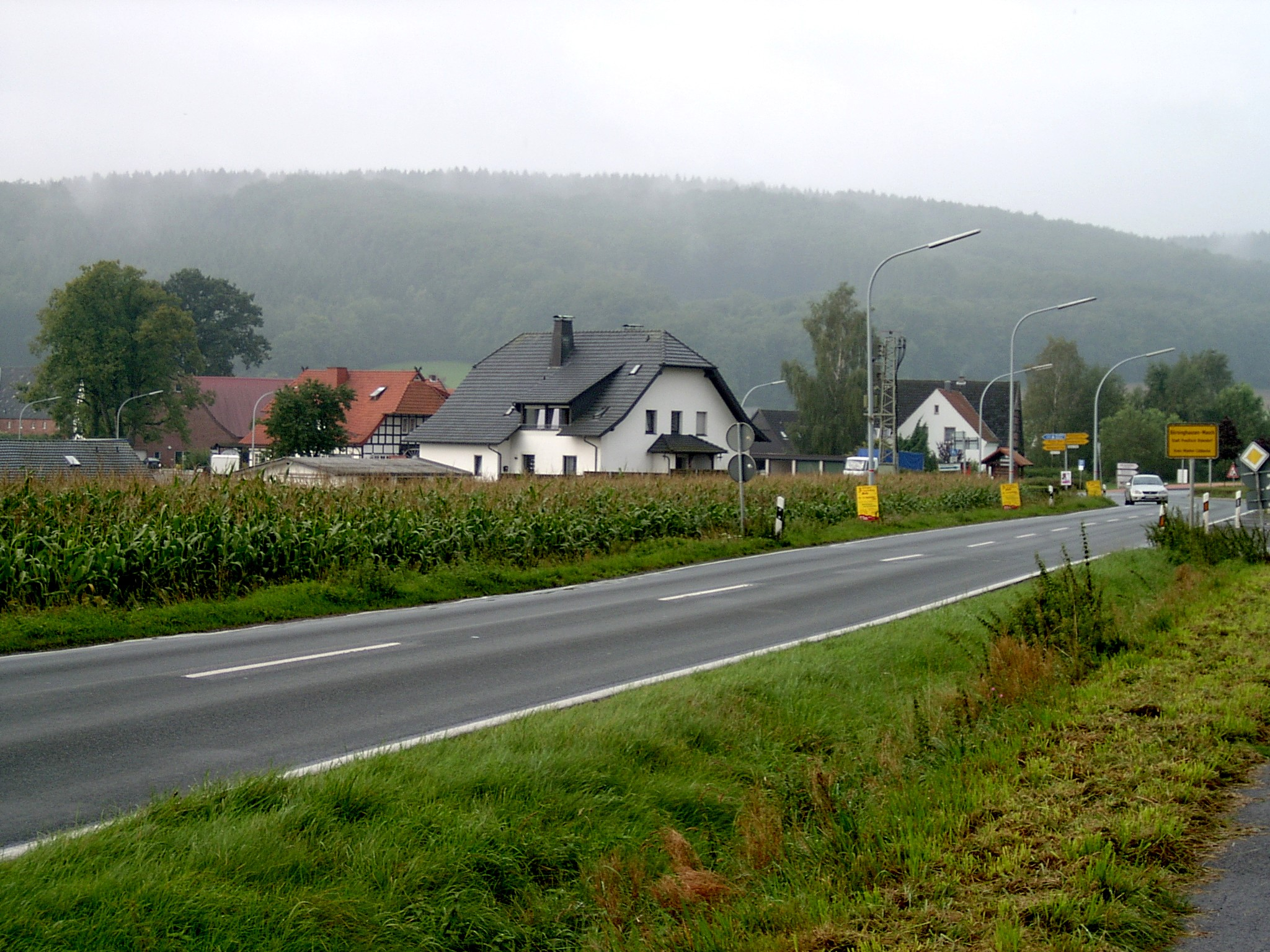
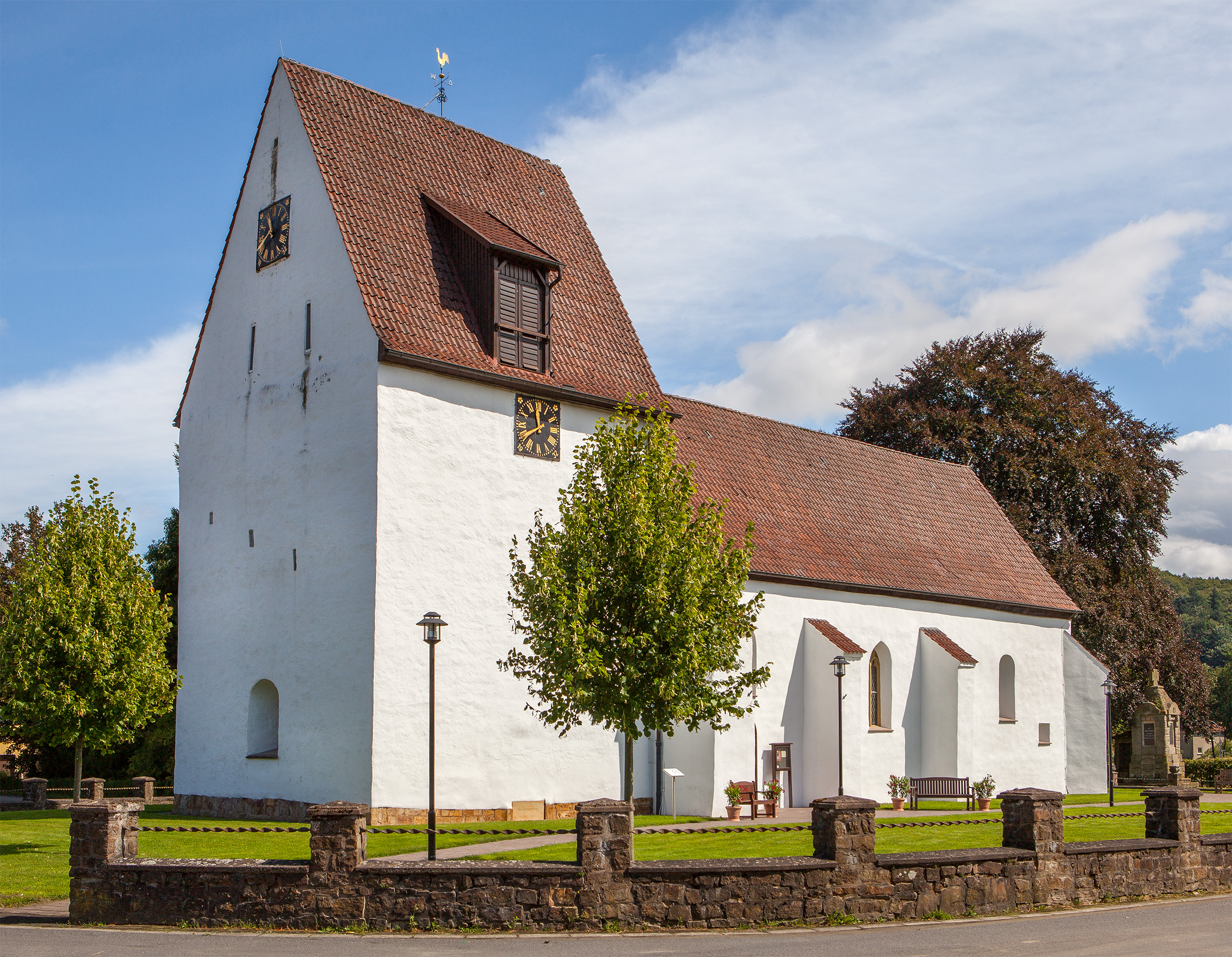
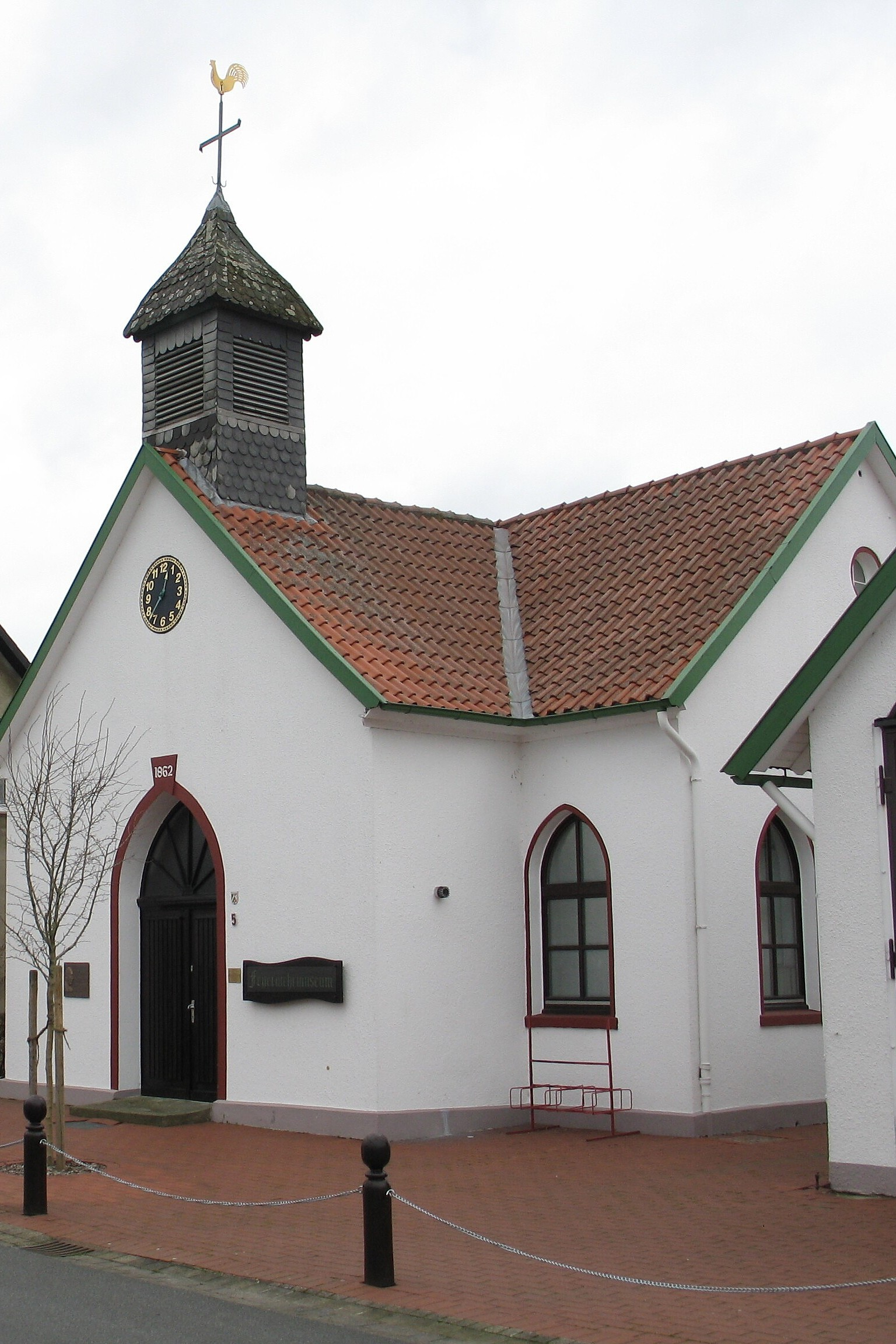
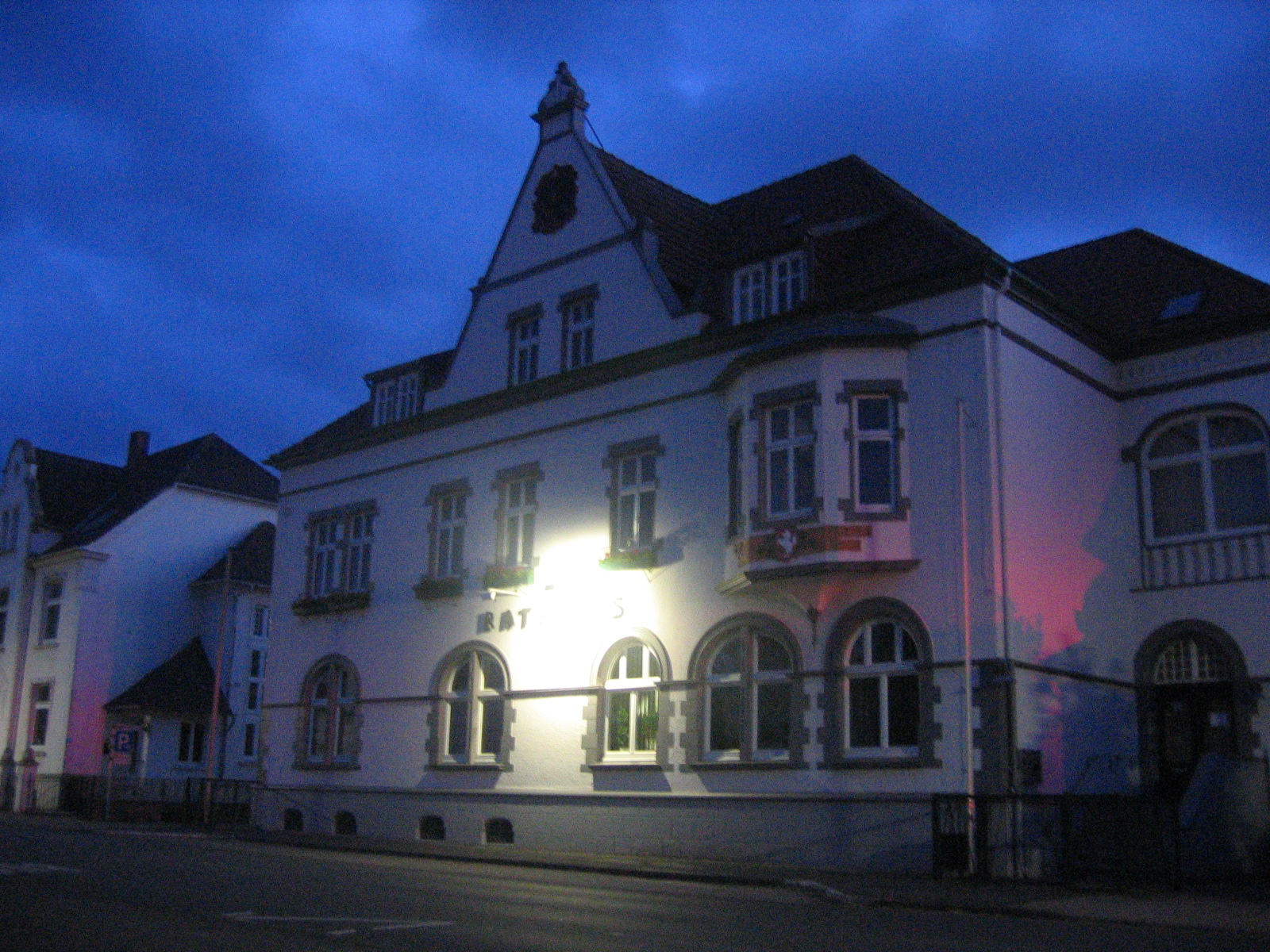
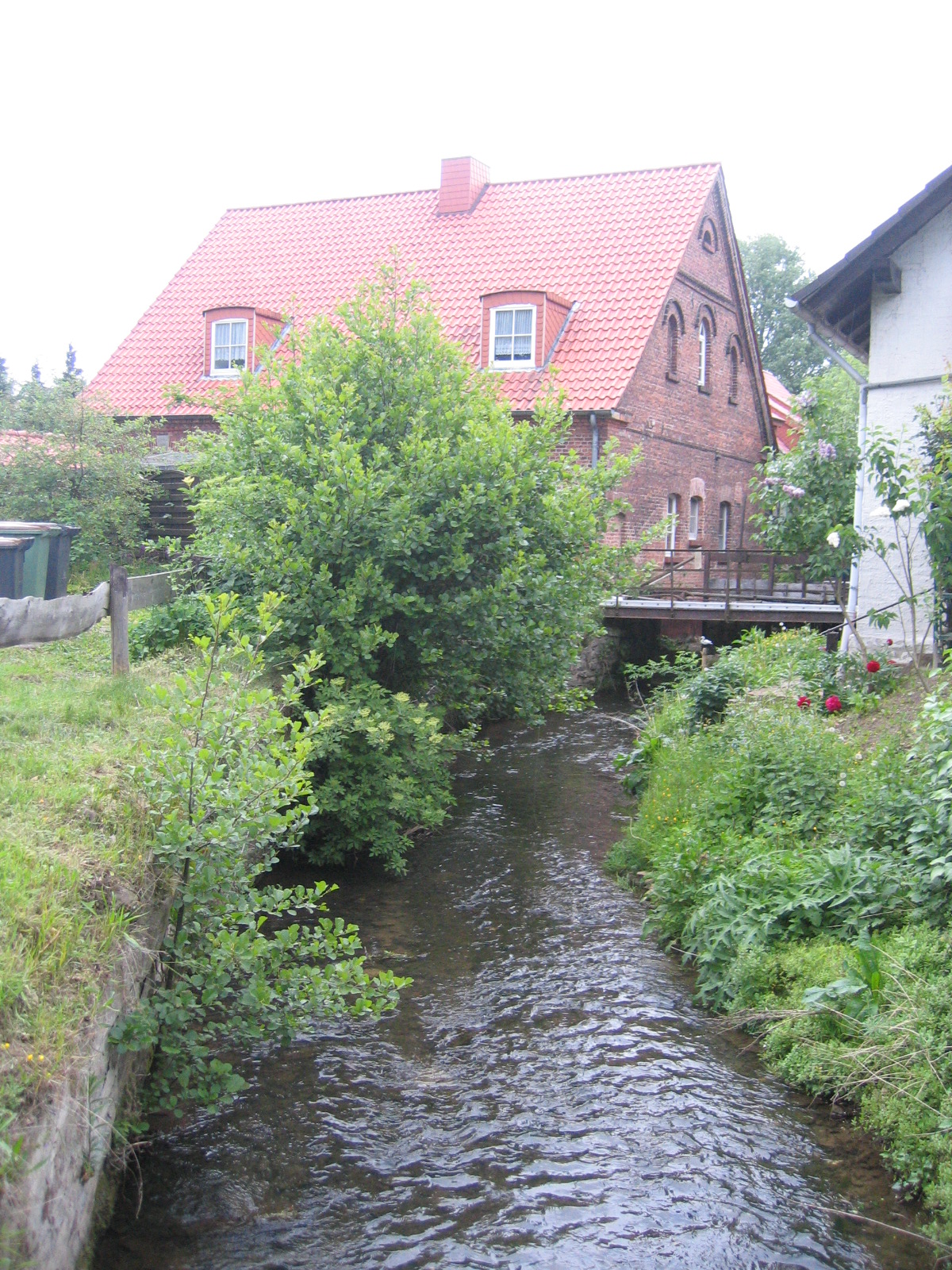
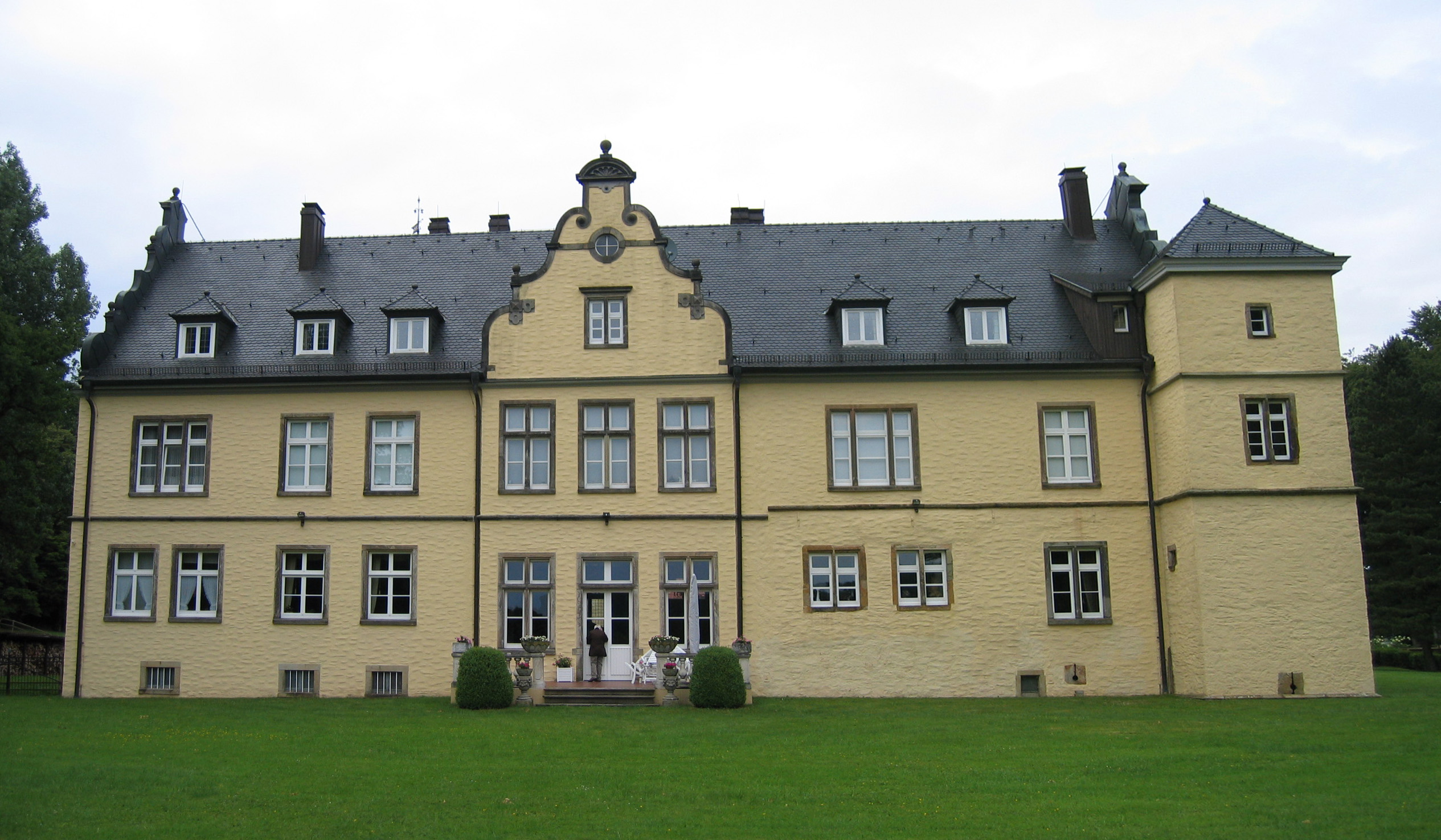

### Адміністративний поділ
Місто  складається з 10 районів:
- Бернінггаузен
- Енгерсгаузен
- Гетмольд
- Гарлінггаузен
- Гедем
- Бад-Гольцгаузен
- Ласгорст
- Оффельтен
- Пройсіш-Ольдендорф
- Шреттінггаузен